# Museum Rietberg

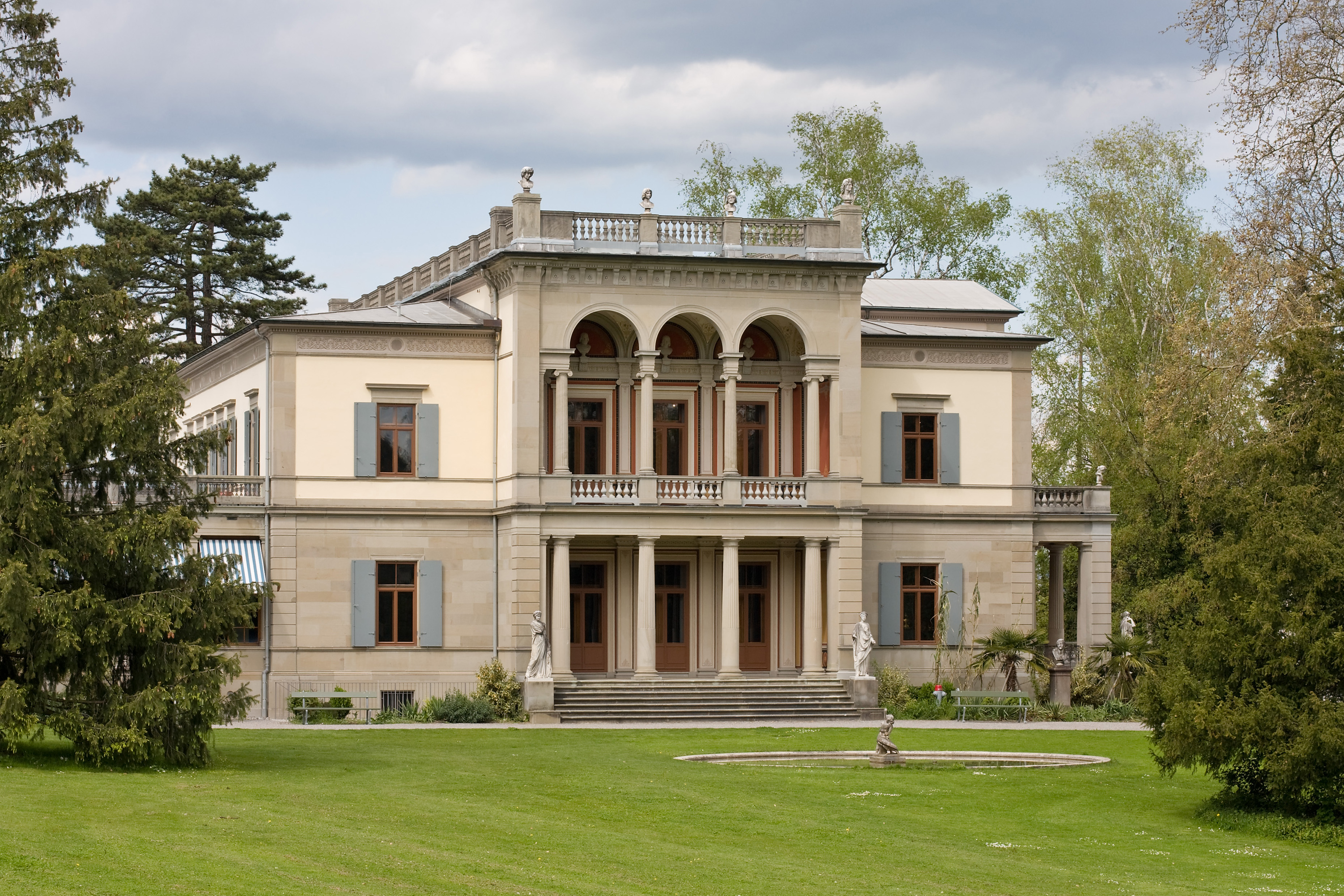
Villa Wesendonck, das Hauptgebäude des Museums Rietberg (2008)

Das Museum Rietberg ist ein Museum für Kunst aus Asien, Afrika, Amerika und Ozeanien in Zürich-Enge. Es ist das grösste Kunstmuseum für aussereuropäische Kulturen in der Schweiz, das drittgrösste Zürcher Museum und das grösste von der Stadt Zürich selbst betriebene Museum. Es zählt rund 80.000 Besucher pro Jahr.

## Lage und Gebäude

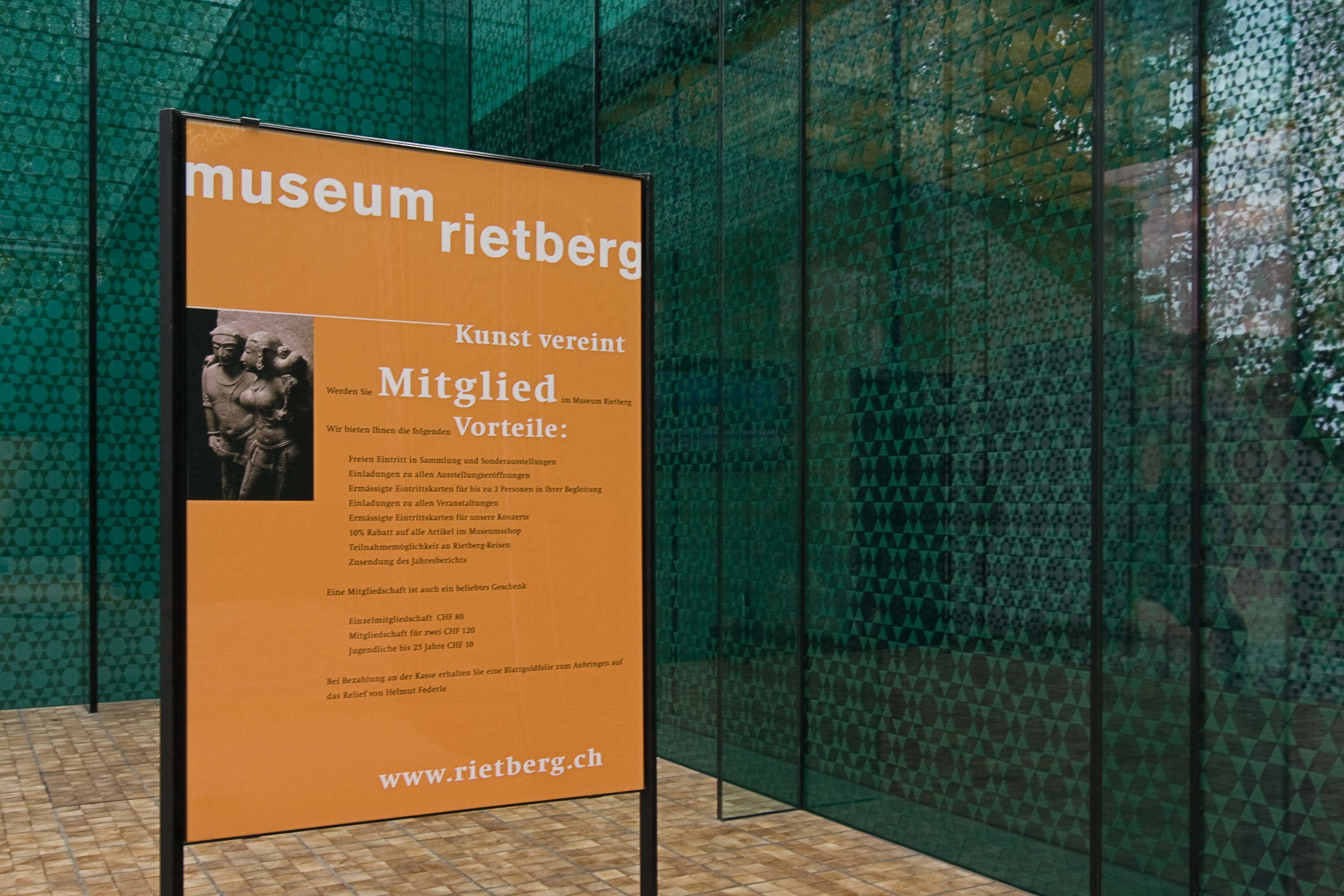
Eingang zum unterirdischen Neubau «Smaragd» (2008)

Das Museum liegt im 67'000 Quadratmeter grossen Rieterpark. Es besteht aus mehreren historischen Gebäuden: der Villa Wesendonck, der Remise, der Villa Rieter und der Villa Schönberg. Am 17. Februar 2007 wurde der Erweiterungsbau «Smaragd» der Architekten Alfred Grazioli und Adolf Krischanitz eröffnet. Durch diesen grösstenteils unterirdisch angelegten Bau wurde die Ausstellungsfläche des Museums mehr als verdoppelt.
Der Rieterpark ist durch den öffentlichen Verkehr gut erschlossen: Er liegt nahe dem Bahnhof Zürich Enge und ist über die Tramlinie 7 (Museum Rietberg) sowie die Buslinien 66 und 72 (Hügelstrasse) der Verkehrsbetriebe Zürich zu erreichen.

## Geschichte

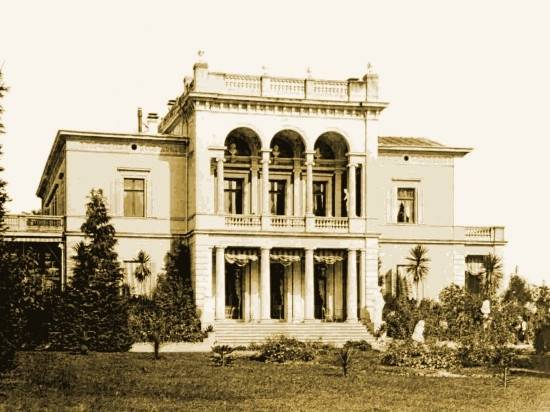
Die 1853–1857 durch Leonhard Zeugheer erbaute Villa Wesendonck

1945 kaufte die Stadt Zürich den Rieterpark und die Villa Wesendonck. 1949 wurde per Volksabstimmung der Umbau der Villa Wesendonck (1951/1952 durch den Architekten Alfred Gradmann) in ein Museum beschlossen, um die Sammlung des Barons Eduard von der Heydt öffentlich zugänglich zu machen. Von der Heydt vermachte seine Kunstsammlung der Stadt Zürich und gab mit seinem Verständnis einer «ars una» dem Museum seine Besonderheit. Das Konzept der «ars una» sieht die künstlerische Produktion, ungeachtet ihrer geografischen Herkunft, als gleichwertig an. Das Museum Rietberg wurde am 24. Mai 1952 eröffnet. Bis 1956 wurde es von Johannes Itten geleitet, danach von Elsy Leuzinger (1956–1972), Eberhard Fischer (1973–1998), Albert Lutz (1998–2019) und Annette Bhagwati (ab 2019).
1976 kaufte die Stadt Zürich die vom Abbruch bedrohte Villa Schönberg, die 1978 als Erweiterung des Museums Rietberg eröffnet wurde. Heute beherbergt sie die Administration des Museums, wie auch eine umfangreiche Präsenzbibliothek.
Seit 2007 bietet der Neubau «Smaragd» die Ausstellungsfläche für grosse temporäre Ausstellungen, einen Teil der Sammlung und das Schaudepot.

## Sammlung
Die Sammlung umfasst Werke aus Asien, Afrika, Amerika und Ozeanien sowie eine Abteilung mit Schweizer Masken. Rund 80 % des Sammlungsbesitzes sind Geschenke von Privatpersonen und Sammlern.
Im Schaulager befinden sich Objekte, die zurzeit nicht ausgestellt werden. Es ist für Besucher frei zugänglich.  

## Organisation und Finanzierung
Das Museum ist eine Dienstabteilung des Präsidialdepartements der Stadt Zürich. Es hat rund hundert Angestellte (umgerechnet rund 42 Vollzeitstellen; Stand 2017). Die Finanzierung erfolgt knapp zur Hälfte durch die Stadt Zürich, die andere Hälfte wird aus dem Betrieb sowie durch Spenden und Sponsoring erwirtschaftet. Die Sammlung wird primär durch Schenkungen erweitert.

## «Artibus Asiae»
Artibus Asiae ist eine halbjährlich erscheinende Fachzeitschrift, die im Museum Rietberg herausgegeben wird und auf asiatische Architektur und Kunst spezialisiert ist.

## Sonderausstellungen (Auswahl)
- 2015: Welt in Farbe – Farbfotografie vor 1915.
- 2015: Sepik – Kunst aus Papua-Neuguinea.
- 2016: Dada Afrika – Dialog mit dem Fremden.
- 2016: Gärten der Welt.
- 2017: Osiris – Das versunkene Geheimnis Ägyptens.
- 2022: Im Namen des Bildes. Das Bild zwischen Kult und Verbot in Islam und Christentum.

## Abbildungen

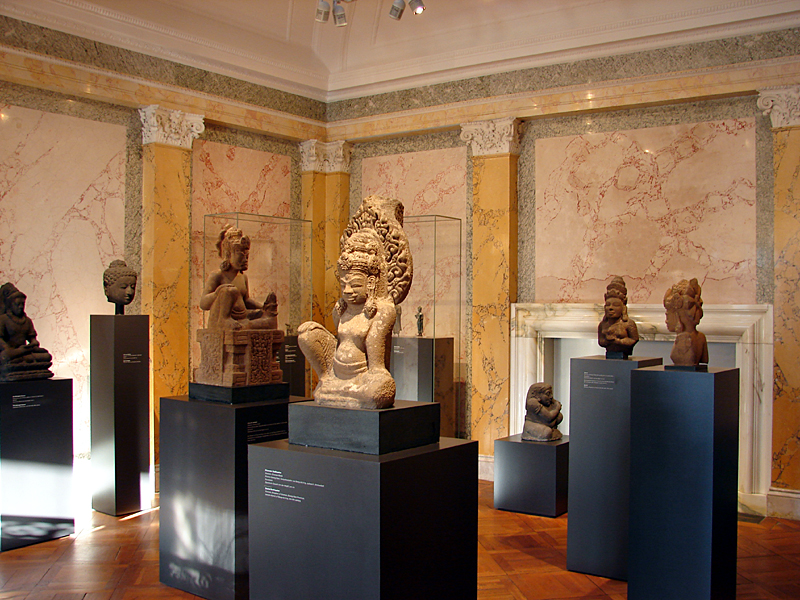
Ausstellungsraum in der Villa Wesendonck
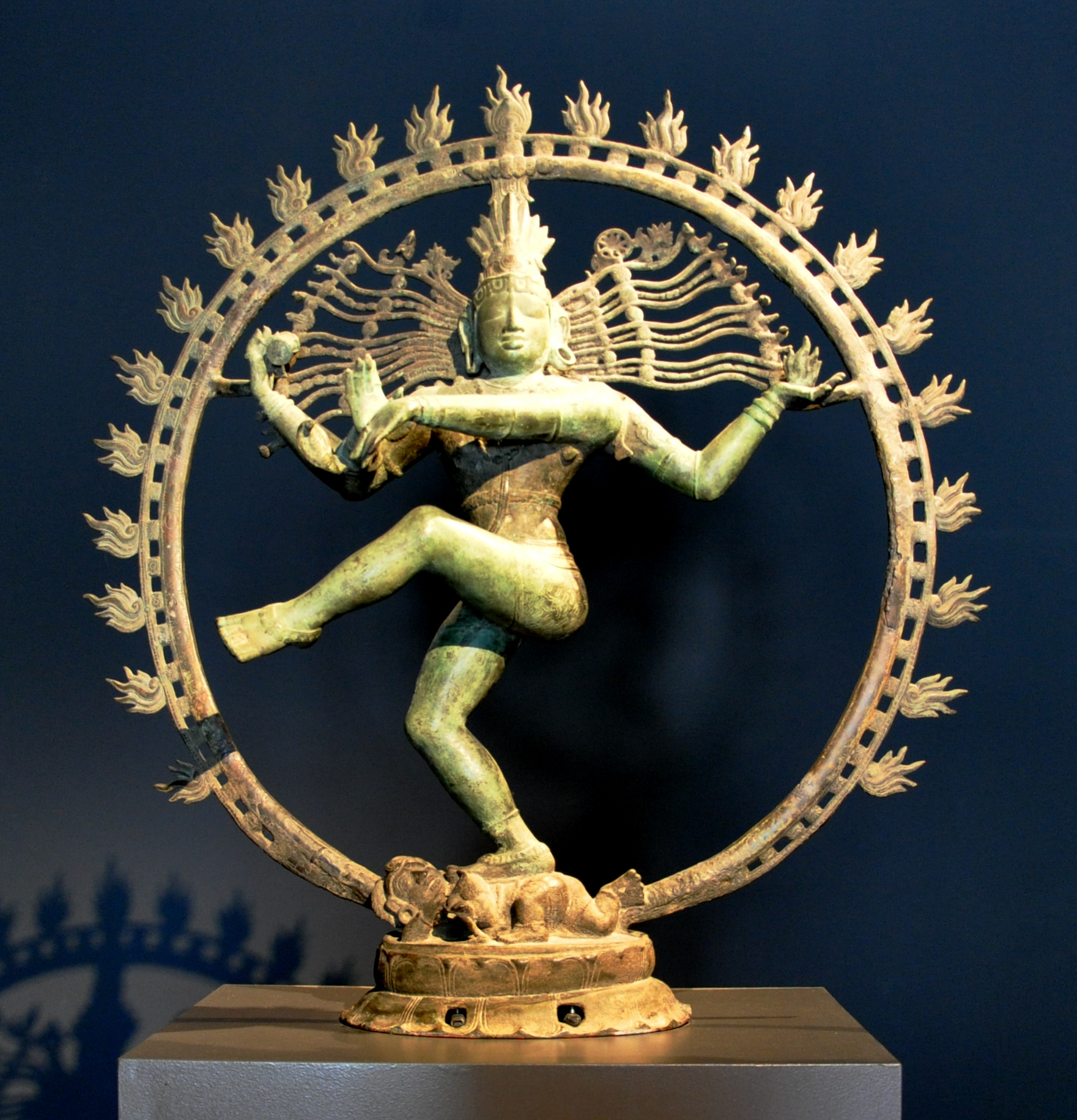
Shiva Nataraja, Indien, Chola-Dynastie, 10. Jh. Bronze
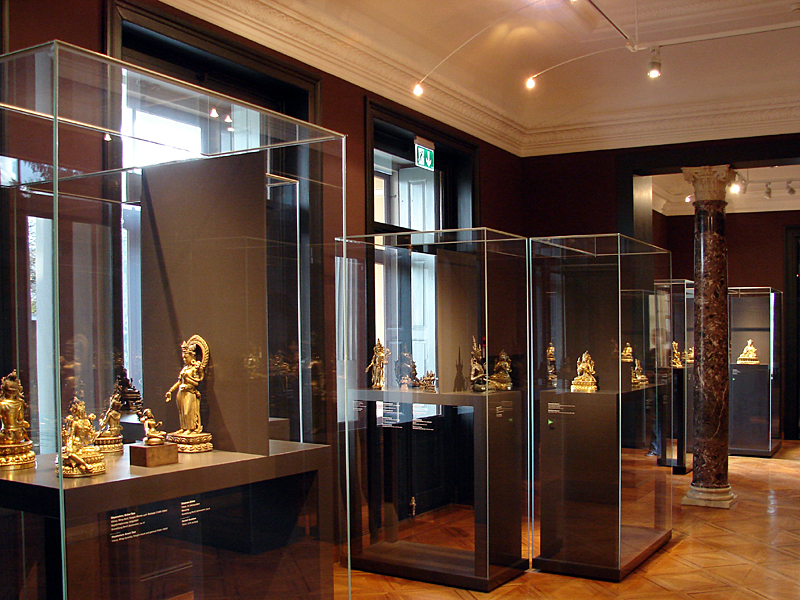
Ausstellungsraum in der Villa Wesendonck
Museumscafé in der Villa Wesendonck
Treppe zu den unterirdischen Ausstellungsräumen des Neubaus
Objekte im Schaulager
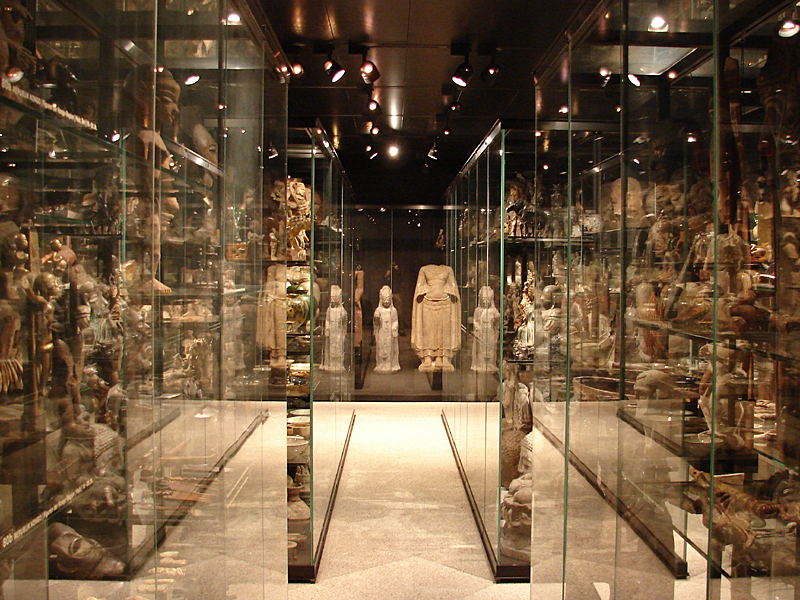
Schaulager
Ausstellungsraum im Neubau
Ausstellungsraum im Neubau
Museumsshop im Neubau
Eingangsbereich des Neubaus («Smaragd»)
Eingangsbereich der Villa Wesendonck (links die Remise, rechts der Smaragd)
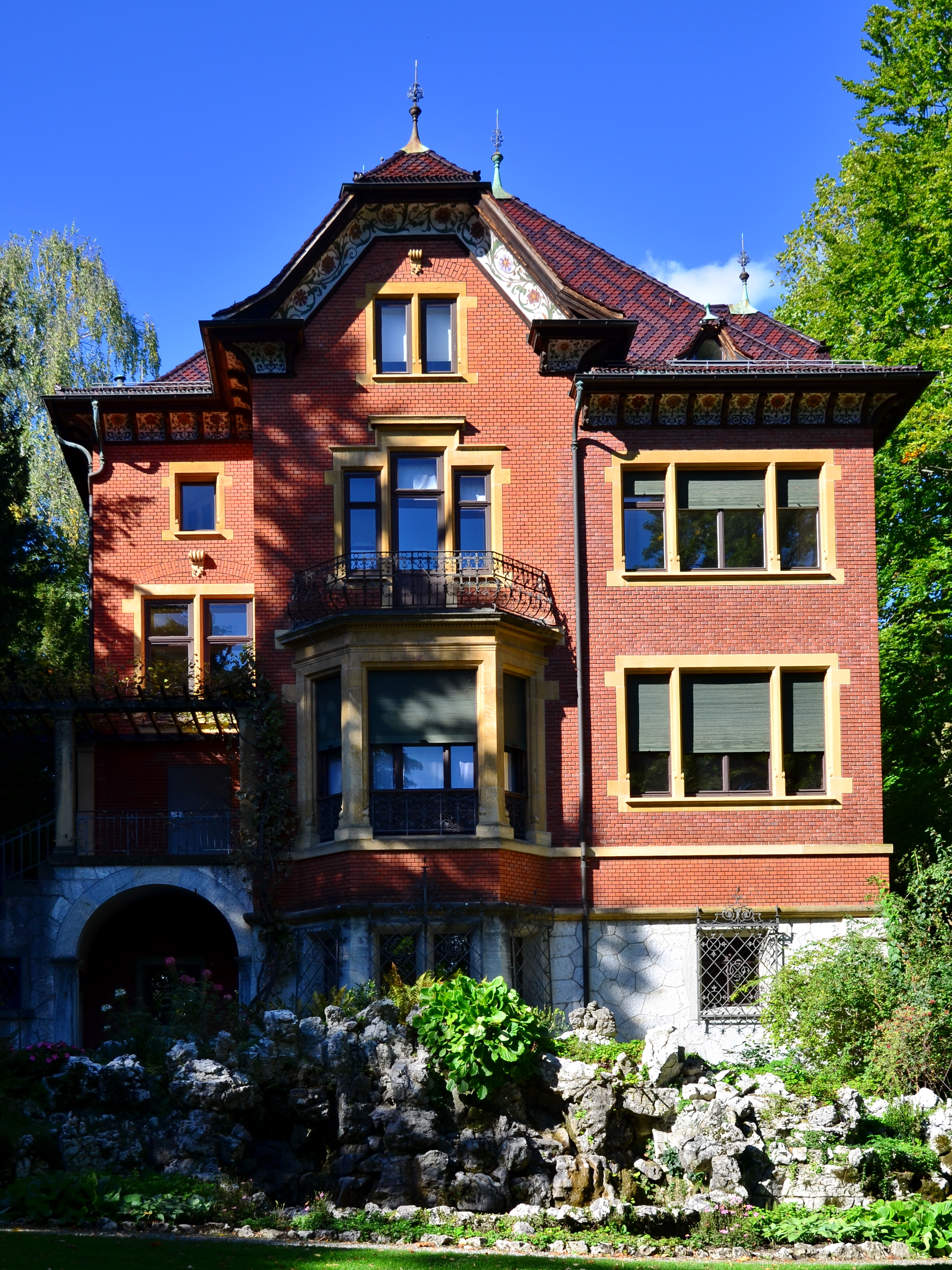
Park-Villa Rieter

## Filme
- Museum Rietberg, Zürich (= Museums-Check. Folge 10). Reportage, 30 Min., Moderation: Markus Brock, Produktion: 3sat. Erstausstrahlung: 24. Juli 2011.[6]
- Zu «Magie der Zeichen» art-tv, 2015
- Zu «Osiris – Das versunkene Geheimnis Ägyptens»  «Kulturplatz» SRF, 2017.